# Оркестр века Просвещения
Оркестр века Просвещения (Оркестр эпохи Просвещения; англ. Orchestra of the Age of Enlightenment) — британский симфонический оркестр. Исполняет преимущественно музыку барокко и венской классики на так называемых «исторических» инструментах.
Организован в 1986 г. Штаб-квартира находится в Лондоне. Основная площадка — концертные залы культурно-административного комплекса Саутбэнк Центр (главным образом, Куин-Элизабет Холл). В оркестре отсутствуют посты главного дирижёра и художественного руководителя. Основными дирижёрами (principal artists) считаются Саймон Реттл, Владимир Юровский, Иван Фишер и Марк Элдер. Звание почётного дирижёра оркестра (conductor emeritus) в разные годы получили Франс Брюгген, Чарлз Маккеррас и Роджер Норрингтон. Для отдельных выступлений с коллективом приглашаются молодые дирижёры. Состав оркестра нестабилен, ядро его составляют около 10 музыкантов-инструменталистов.
Финансируется частично государством (Arts Council England), но основной источник дохода — концерты и аудиозаписи. Один из главных оркестров Глайндборнского фестиваля (привлекается там, в основном, для исполнений венского классического репертуара). Гастролирует по всему миру (в России впервые — в 2012 г.). В обширной дискографии оркестра — музыка XVII—XVIII веков, в последние годы — также музыка XIX — начала XX веков (на обычных академических инструментах).